# Lugbarafolket

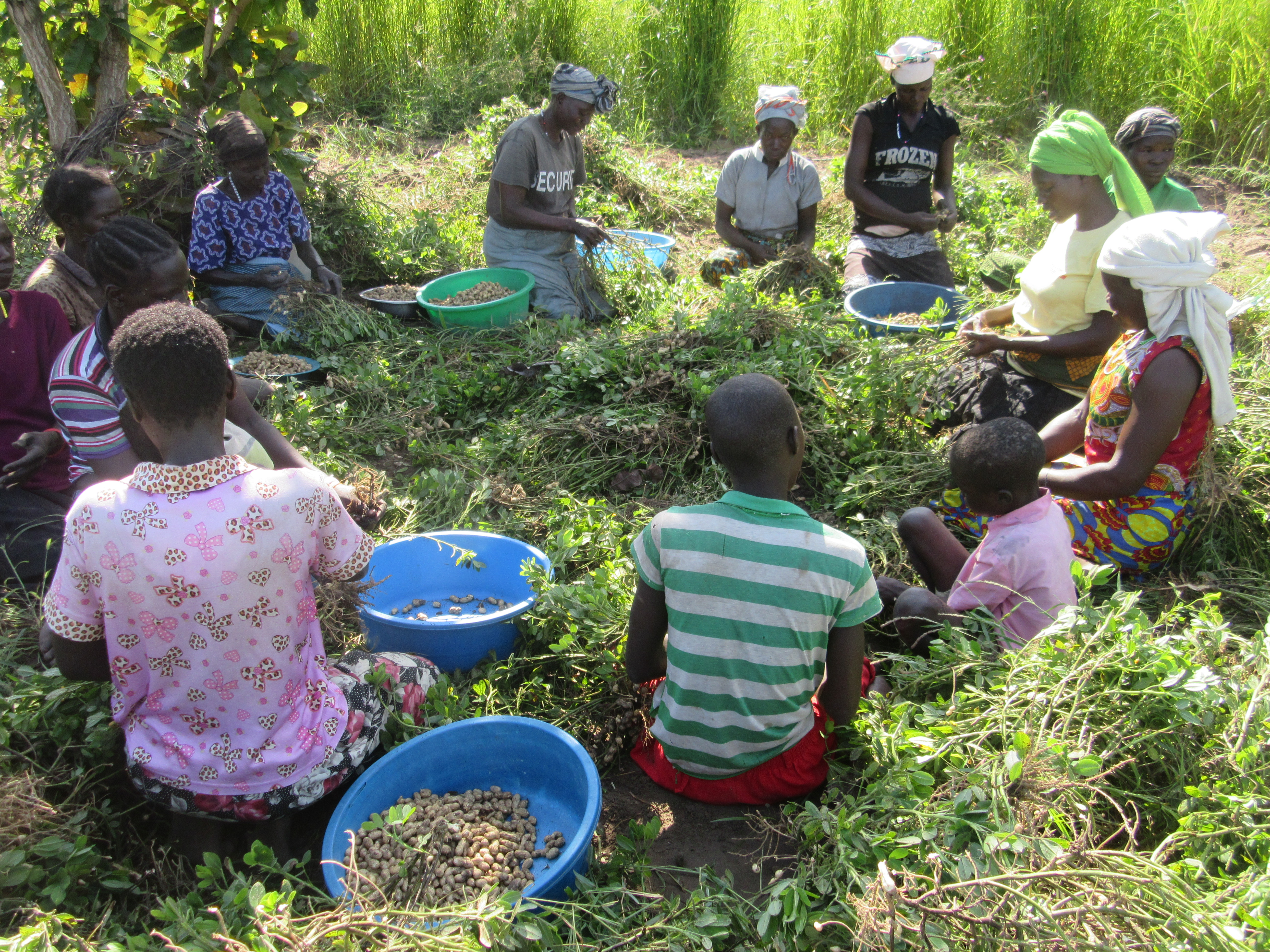
Lugbara

Lugbara är en durraodlande och boskapsskötande folkgrupp i Västra Nilregionen i Uganda och i angränsande områden i Kongo-Kinshasa och Sydsudan. Enligt uppgifter hämtade 2023 består folkgruppen av drygt 1,5 miljon individer. De talar ett centralsudanesiskt språk tillhörande de nilo-sahariska språken som är släkt med det kulturellt närstående madifolkets språk.